# 拉姆甘杰曼迪
拉姆甘杰曼迪（Ramganj Mandi），是印度拉贾斯坦邦Kota县的一个城镇。总人口30984（2001年）。

## 人口
该地2001年总人口30984人，其中男性16288人，女性14696人；0—6岁人口4855人，其中男2607人，女2248人；识字率68.10%，其中男性为75.14%，女性为60.30%。